# Potamorhina
Potamorhina is een geslacht van straalvinnige vissen uit de familie van de brede zalmen (Curimatidae).

## Soorten
- Potamorhina altamazonica (Cope, 1878)
- Potamorhina laticeps (Valenciennes, 1850)
- Potamorhina latior (Spix & Agassiz, 1829)
- Potamorhina pristigaster (Steindachner, 1876)
- Potamorhina squamoralevis (Braga & Azpelicueta, 1983)